# Min Yoon-gi
Min Yoon-gi (Koreaans: 민윤기; Daegu, 9 maart 1993), ook bekend onder zijn artiestennamen Suga en Agust D, is een Zuid-Koreaanse rapper, songwriter en producer onder contract bij Big Hit Entertainment. Yoon-gi debuteerde in 2013 als lid van de Zuid-Koreaanse popgroep BTS. In 2016 bracht Yoon-gi zijn eerste solo-mixtape uit, Agust D. In 2020 bracht hij zijn tweede mixtape, D-2, uit. De Korea Music Copyright Association schrijft meer dan 70 nummers toe aan Yoon-gi als songwriter en producer, waaronder Wine van Suran, dat een nummer 2-notering in de Gaon Music Chart behaalde en de titel van beste soul/r&b-track van het jaar won tijdens de Melon Music Awards van 2017.
In september 2023 trad Yoon-gi als derde lid van BTS het Zuid-Koreaanse leger in. Hij vervult geen reguliere dienstplicht, wegens een schouderblessure. Deze alternatieve dienst, gericht op technische specialisaties vanuit huis, duurt 21 maanden in plaats van 18 maanden. Op 20 juni 2025 keerde hij terug uit het leger, als laatste lid van de groep.

## Leven en carrière

### 1993-2010: jonge jaren
Yoon-gi was de jongste van twee broers. Hij raakte geïnteresseerd in rap nadat hij "Reggae Muffin" van het Zuid-Koreaanse reggaeduo Stony Skunk had gehoord. Na het beluisteren van de Zuid-Koreaanse alternatieve-hiphopgroep Epik High besloot hij rapper te worden.
Op zijn dertiende begon hij songteksten te schrijven en maakte hij kennis met MIDI. Hij had een parttimebaan bij een platenstudio toen hij zeventien was. Hij begon in die tijd tevens met rappen, optredens en het componeren en arrangeren van muziek.  Voordat hij een contract kreeg, was hij actief onder de naam Gloss als undergroundrapper. Als onderdeel van de hiphopploeg D-Town produceerde hij in 2010 "518-062", een lied ter herdenking aan het bloedbad van Gwangju.

### Vanaf 2013: BTS
Na er als producer te zijn begonnen, werkte Yoon-gi als artiest bij Big Hit Entertainment, naast de andere leden van BTS: J-Hope en RM. Hij maakte zijn debuut als lid van BTS in het programma M Countdown met het nummer "No More Dream" van hun debuutalbum  2 cool 4 skool. Hij heeft teksten geschreven en geproduceerd voor verschillende nummers op alle albums van BTS.
In 2018 ontving Yoon-gi als lid van BTS de bloemenkroonmedaille in de Orde van Culturele Verdienste, samen met de andere leden van de groep, uitgereikt door de president van Zuid-Korea.
Voor de extended play (ep) The Most Beautiful Moment in Life, Pt. 1 bracht Yoon-gi een solo-intro getiteld "Intro: The Most Beautiful Moment in Life" uit. De tekst van het rapnummer gaat over de angst aan het eind van de puberteit de volwassenheid te bereiken. Het verscheen op 17 april 2015 en bevatte een geanimeerde videoclip. Het vervolg hierop was The Most Beautiful Moment in Life, Pt. 2, met eveneens een intro uitgevoerd door Yoon-gi, getiteld "Intro: Never Mind", specifiek over Yoon-gi's tienerjaren. Het nummer kwam uit op 15 november 2015 en diende tevens als intro voor het compilatiealbum The Most Beautiful Moment in Life: Young Forever uit 2016.
Yoon-gi voerde pas in 2020 voor BTS een nieuwe inleidende track uit, toen hij "Interlude: Shadow" uitbracht als onderdeel van hun nieuwe album Map of the Soul: 7. De inleidende track is een rapnummer dat verwijst naar "Intro: O! RUL8,2?" van de gelijknamige ep uit 2013 en bespreekt de verworven bekendheid van BTS. Het nummer kwam uit op 10 januari, samen met een videoclip die eveneens de worsteling met de roem aanstipt.
Naast het uitvoeren van intro's voor BTS, bracht Yoon-gi twee solo-tracks uit onder de naam van de groep. Het eerste, een nummer getiteld "First Love", verscheen op het studioalbum Wings van de groep: het is een autobiografisch rapnummer dat doet denken aan een monoloog. Op het verzamelalbum Love Yourself: Answer uit 2018 bracht Yoon-gi het nummer "Trivia: Seesaw" uit, waarin het op en neer gaan van verliefdheid werd besproken.

### 2016 tot heden: Agust D
Op 15 augustus 2016 bracht Yoon-gi onder zijn nieuwe artiestennaam Agust D op SoundCloud een gelijknamige mixtape uit. Het album bevatte in totaal tien nummers: "Intro: DT sugA" (met DJ Friz), "Agust D", "Give It to Me", "Skit", "724148", "140503 at Dawn", "The Last", "Tony Montana" (met Yankie), "Interlude: Dream, Reality" en "So Far Away" (met Suran).
Op 22 mei 2020 verscheen Agust D's tweede mixtape, D-2. Deze bevat eveneens tien nummers: "Moonlight", "Daechwita", "What Do You Think?", "Strange" (met RM), "28'" (met NiiHWA), "Burn It" (met MAX), "People", "Honsool", "Interlude: Set Me Free" en "Dear My Friend" (met Kim Jong-wan van de rockband Nell).
- Gemeinsame Normdatei: 1290182612
- International Standard Name Identifier: 0000 0004 6675 9482
- MusicBrainz: b629da42-c668-49d2-be67-498605ee2a13
- Virtual International Authority File: 46153409756841582255